# Jutaí
Jutaí, amtlich Município de Jutaí, ist eine brasilianische Gemeinde im Westen des Bundesstaates Amazonas mit 17.992 Einwohnern (Stand 2010). Mit 69.551 km² ist die Fläche der Gemeinde fast so groß wie der Freistaat Bayern, rechnerisch ergibt sich eine Bevölkerungsdichte von 0,3 Einwohnern pro km².

## Lage und Verkehrsanbindung
Die Gemeinde liegt an der Mündung des Rio Jutaí in den Rio Solimões, 531 km flussaufwärts von Manaus. Auf dem Gebiet der Gemeinde befinden sich 10 % der Terra Indígena Vale Javari, neun weitere Terras Indígenas sowie die Estação Ecológica (ESEC) de Jutaí-Solimões und einen Teil des RESEX Reserva Extrativista do Rio Jutaí. Erreichbar ist der Ort nur per Schiff.

## Klima
Die Stadt hat tropisches Regenwaldklima, Af nach der Klimaklassifikation nach Köppen und Geiger. Die Durchschnittstemperatur ist 25,8 °C. Die Niederschlagsmenge liegt im Schnitt bei 2940 mm im Jahr.

## Geschichte
Die Geschichte von Jutaí steht in engen Zusammenhang mit der Geschichte von Fonte Boa, das 1881 aus Tefé ausgegliedert und 1938 zur Vila wurde. Im Jahr 1955 wurde Jutaí dann aus Fonte Boa ausgegliedert und zum eigenständigen Munizip ernannt.

## Bevölkerung
Nach der Zählung von 2010 lebten auf dem Gebiet der Gemeinde 17.992 Menschen, 10.552 davon im urbanen Bereich, 7440 im ländlichen Bereich. 12.409 definierten sich als Farbige, 2347 als Weiße, 234 als Schwarze, 46 als Asiaten und 2056 als Indigene. 8294 Menschen waren unter 15 Jahre alt, davon 3040 unter 5 Jahren und 3591 zwischen 15 und 25. Dabei liegt die Zahl für die Altersgruppen zwischen 0 und 15 Jahren über doppelt so hoch wie für die Altersgruppe von 15 bis 24 Jahre.
In den Tis, die ganz oder zum großen Teil auf dem Gebiet des Munizips liegen, leben überwiegend Angehörige der Ethnien Ticuna und Kokama sowie Kanamari und Kutakina do Rio Biá.

## Wirtschaft
Im Jahr 2019 betrug das BIP 15.908 Real pro Kopf. 833 Personen oder 6,0 % der Bevölkerung waren als beschäftigt gemeldet. Landwirtschaft ist der größte Wirtschaftszweig mit einem Anteil von 71,5 Millionen Real, gefolgt von Dienstleistungen mit 44,7 Millionen Real und Industrie mit 13 Millionen Real. Der größte Einzelposten sind staatliche Leistungen wie Verwaltung, Bildung und öffentliche Gesundheit mit 92,1 Millionen Real.

### Landwirtschaft
Die wichtigsten Produkte der Landwirtschaft sind Maniok (10,2 Millionen Real,) Bananen (1,1 Millionen Real) und Acai (770.000 Real). Dazu werden Wassermelonen, Reis und Ananas kommerziell angebaut.